# 大阪鉄道病院
西日本旅客鉄道株式会社大阪鉄道病院（にしにほんりょかくてつどう・おおさかてつどうびょういん）は、西日本旅客鉄道（JR西日本）付属の病院。大阪府大阪市阿倍野区松崎町にある。
かつてはJR大阪鉄道病院高等看護学園（神戸鉄道病院時代に設立。2008年〈平成20年〉3月31日限り閉校〈大阪府大阪市阿倍野区天王寺町南1-2-23〉）を併設し、看護師育成も行っていた。
国鉄からJR旅客各社に受け継がれた「鉄道病院」は、JRグループ発足後は病院ごとに独自の名称に変更するところが多い中、当病院のみ国鉄時代からの「鉄道病院」の名称で運営され続けている。

## 沿革
- 1915年（大正4年） - 兵庫県神戸市に神戸鉄道病院として開設[1]。
- 1928年（昭和3年） - 大阪鉄道病院に改称[1]。
- 1929年（昭和4年） - 大阪府大阪市阿倍野区天王寺町南1丁目3-5に移転[1]。
- 1982年（昭和57年） - 一般患者受け入れ開始[1]。
- 1987年（昭和62年） - 国鉄分割民営化に伴い西日本旅客鉄道に継承。本社付属の病院となる[1]。
- 2000年（平成12年）12月1日 - 大阪府大阪市阿倍野区松崎町（現在地）に移転[1][2]。

## 診療科
（この節の出典）
- 呼吸器内科
- 循環器内科
- 消化器内科
- 血液内科
- 糖尿病・代謝内科
- 神経内科
- 緩和ケア内科
- 外科
- 消化器外科
- 呼吸器外科
- 整形外科
- 皮膚科
- 婦人科
- 耳鼻咽喉科
- 眼科
- 精神科
- 泌尿器科
- 歯科口腔外科
- リハビリテーション科
- 放射線科
- 病理診断科
- 麻酔科
- 乳腺外科

## 医療機関の認定
（下表の出典）
| 保険医療機関                                   | 労災保険指定病院                       |
| 母体保護法指定医の配置されている医療機関       | 生活保護法指定病院                     |
| 臨床研修病院                                   | 結核指定病院                           |
| がん診療連携拠点病院等                         | 原子爆弾被害者医療指定病院             |
| 特定疾患治療研究事業委託医療機関               | 原子爆弾被害者一般疾病医療取扱病院     |
| DPC対象病院                                    | 精神保健指定医の配置されている医療機関 |
| 身体障害者福祉法指定医の配置されている医療機関 | 公害医療機関                           |

救急告示病院（二次救急）。
大阪府がん診療拠点病院（府指定）。
公益財団法人日本医療機能評価機構認定病院（3rdG：Ver.2.0（4回目：2019年（平成31年）2月16日認定、2024年（令和6年）2月15日認定有効期限））。
このほか、各種法令による指定・認定病院であるとともに、各学会の認定施設でもある。

## 認定専門医人数
（下表の出典）
| 認定医・専門医名   | 人数  | 学会名                               | 認定医・専門医名       | 人数  | 学会名                               |
| ------------------ | ----- | ------------------------------------ | ---------------------- | ----- | ------------------------------------ |
| 整形外科専門医     | 6人   | 公益社団法人日本整形外科学会         | 皮膚科専門医           | 1.4人 | （社）日本皮膚科学会                 |
| 麻酔科専門医       | 2人   | 公益社団法人日本麻酔科学会           | 放射線科専門医         | 3.6人 | 公益社団法人日本医学放射線学会       |
| 呼吸器外科専門医   | 1.1人 | 特定非営利活動法人日本呼吸器外科学会 | 眼科専門医             | 2.4人 | 公益財団法人日本眼科学会             |
| 消化器内視鏡専門医 | 5.2人 | 一般社団法人日本消化器内視鏡学会     | 産婦人科専門医         | 2.2人 | 公益社団法人日本産科婦人科学会       |
| 耳鼻咽喉科専門医   | 1.2人 | 一般社団法人日本耳鼻咽喉科学会       | 神経内科専門医         | 1.4人 | 一般社団法人日本神経学会             |
| 泌尿器科専門医     | 3.6人 | 一般社団法人日本泌尿器科学会         | リウマチ専門医         | 0.2人 | 一般社団法人日本リウマチ学会         |
| 形成外科専門医     | 0.2人 | 一般社団法人日本形成外科学会         | 病理専門医             | 1.4人 | 一般社団法人日本病理学会             |
| 総合内科専門医     | 3.8人 | 一般社団法人日本内科学会             | 外科専門医             | 6人   | 一般社団法人日本外科学会             |
| 糖尿病専門医       | 2.3人 | 一般社団法人日本糖尿病学会           | 肝臓専門医             | 3.2人 | 一般社団法人日本肝臓学会             |
| 救急科専門医       | 1人   | 一般社団法人日本救急医学会           | 血液専門医             | 2人   | 一般社団法人日本血液学会             |
| 循環器専門医       | 2.4人 | 一般社団法人日本循環器学会           | 呼吸器専門医           | 3.2人 | 一般社団法人日本呼吸器学会           |
| 消化器病専門医     | 6.4人 | 一般財団法人日本消化器病学会         | 大腸肛門病専門医       | 1人   | 一般社団法人日本大腸肛門病学会       |
| 婦人科腫瘍専門医   | 1人   | 特定非営利活動法人日本婦人科腫瘍学会 | ペインクリニック専門医 | 1人   | 一般社団法人日本ペインクリニック学会 |
| 口腔外科専門医     | 1人   | 公益社団法人日本口腔外科学会         | 消化器外科専門医       | 5人   | 一般社団法人日本消化器外科学会       |
| 細胞診専門医       | 1.4人 | 公益社団法人日本臨床細胞学会         | 歯科放射線専門医       | 1人   | 特定非営利活動法人日本歯科放射線学会 |
| 精神科専門医       | 1人   | 公益社団法人日本精神神経学会         |                        |       |                                      |

## 交通アクセス
- JR大阪環状線・大和路線・阪和線・大阪メトロ御堂筋線・谷町線「天王寺駅」より東へ徒歩で約5分[7]。
- 近鉄南大阪線「大阪阿部野橋駅」より東へ徒歩で約5分[7]。
- 大阪シティバス 1号/5号 / 6号 「鉄道病院」停留所下車。